# Detkovac
Detkovac is een plaats in de gemeente Gradina in de Kroatische provincie Virovitica-Podravina. De plaats telt 377 inwoners (2001).